# Jaroslav Vomáčka
Jaroslav Vomáčka (* 11. února 1956 Olomouc) je český radiolog a vysokoškolský pedagog, v letech 2013 až 2019 děkan Fakulty zdravotnických věd Univerzity Palackého, dlouholetý člen SOCDEM.

## Život
Narodil se v únoru 1956 v Olomouci. V mládí zvažoval studium otorinolaryngologie či gynekologie, nakonec však kvůli omezeným možnostem začal studovat radiologii, jejíž studium úspěšně absolvoval. V letech 2003 až 2007 byl ředitelem Fakultní nemocnice Olomouc. Později působil jako vedoucí Ústavu radiologických metod FZV a jako lékař na Radiologické klinice FNOL při LF UP. V únoru 2009 neúspěšně kandidoval na funkci děkana Fakulty zdravotnických věd Univerzity Palackého, když jej porazila Jana Marečková. V listopadu 2009 poté neúspěšně kandidoval i na funkci rektora Univerzity Palackého, tehdy ještě jako zástupce LF UP.
V lednu 2013 byl zvolen děkanem Fakulty zdravotnických věd Univerzity Palackého, když ve volbě porazil dosavadní zastupující děkanku Věru Vránovou (zastupující za Janu Marečkovou). Funkce se ujal 1. března 2013. Post v lednu 2017 obhájil pro další funkční období, které započalo 1. března 2017. V červnu 2019 však oznámil, že z funkce děkana odstupuje. Jako důvod tohoto kroku uvedl zejména zdravotní důvody a svůj odchod do důchodu. Ve funkci skončil v září 2019.
Je autorem více než 40 odborných prací, čtyř odborných monografií a učebnic a za svou kariéru uspořádal na 140 odborných přednášek. Ve své odborné činnosti se zaměřuje na lékařské diagnostické metody, jmenovitě na diagnostiku onemocnění prsu, hlavy a krku, ultrasonografickou diagnostiku, dále na problematiku lymfatických uzlin a na oblast uroradiologie; jako pedagog se zabývá rovněž managementem a strategickým řízením.

### Politické působení
V letech 2002 až 2014 působil jako zastupitel města Olomouce za ČSSD, v letech 2018 a 2022 za stranu neúspěšně kandidoval do zastupitelstva Litovle. Nejméně od roku 2008 také působil jako zastupitel Olomouckého kraje, ve funkci setrval do roku 2016. Angažoval se i v celostátní politice jako kandidát ČSSD ve volbách do Evropského parlamentu v roce 2009, když kandidoval z 10. místa kandidátní listiny strany a skončil jako třetí náhradník. V lednu 2011 byl zvolen krajským předsedou ČSSD v Olomouckém kraji. Téhož roku neúspěšně kandidoval v primárních volbách na lídra ČSSD v krajských volbách v roce 2012 v Olomouckém kraji, ale s významnou převahou jej porazil Jiří Rozbořil. O devět let později kandidoval v senátních volbách v roce 2020, a to v senátním obvodu č. 66 – Olomouc. Získal 2 648 hlasů (tj. 6,89 %), skončil na pátém místě a do druhého kola voleb tak nepostoupil.